# Anisometropi
Anisometropi er en bygningsfejl ved øjnene, der bevirker forskellig længde af øjenaksen forfra-bagtil. Et langsynet øje er for kort, et nærsynet for langt, i forhold til øjets brydningsstyrke (i hornhinde og linse), så lysstrålerne med øjet i hvile ikke får brændpunkt på nethinden, som normalt, men samles hhv. bagved og foran.
Tilstanden kan bevirke hovedpine og den fysisk og psykisk udtrætning (stress, asthenopia) som følge af de 2 øjnes meget forskellige bygningsfejl, som giver konstant overaktivitet i de involverede muskler, nerver og hjernecentre under anstrengelse for at justere synet.